# Aghdéré (Tovuz)
Aghdéré est un village de la région de Tovuz en Azerbaïdjan.

## Géographie
Le village d'Aghdéré de la région de Tovuz est situé dans la circonscription administrative du village de Garibli.

## Économie
La principale occupation de la population du village est l'élevage et l'agriculture.

## Population
Selon les statistiques de 2009, la population du village est de 300 personnes.

## Éducation
Il y a une bibliothèque dans le village d'Aghdéré.